# Cerapus oceanicus
Cerapus oceanicus is een vlokreeftensoort uit de familie van de Ischyroceridae. De wetenschappelijke naam van de soort is voor het eerst geldig gepubliceerd in 1985 door Lowry.